# Daphne Hasenjägerová
Daphne Lilian Evelyn Hasenjägerová (* 2. července 1929) byla jihoafrická atletka, která se narodila jako Daphne Robbová. Startovala za Jižní Afriku na letních olympijských hrách 1952 v Helsinkách na 100 metrů, kde získala stříbrnou medaili.